# Cratere Bentham
Bentham  è un cratere sulla superficie di Marte.